# Ignaz Depil
Ignaz Depil (15. srpna 1793 Michnice – 2. září 1867 Bočkov) byl rakouský politik německé národnosti z Čech, během revolučního roku 1848 poslanec Říšského sněmu.

## Biografie
Uvádí se jako statkář, bytem Michnice (Michnitz).
Během revolučního roku 1848 se zapojil do veřejného dění. Ve volbách roku 1848 byl zvolen na ústavodárný Říšský sněm. Zastupoval volební obvod Kaplice. Profesí se tehdy uváděl coby statkář. Na mandát rezignoval v září 1848. Na sněmu ho po doplňovací volbě nahradil Josef Schützenberger.